# Sergueï Dmitriev
Pour les articles homonymes, voir Dmitriev.
Sergueï Igorevitch Dmitriev (en russe : Сергей Игоревич Дмитриев) est un footballeur russe né le 19 mars 1964 à Leningrad et mort le 26 décembre 2022. Il évoluait au poste d'attaquant.

## Biographie

### En club
Il joue 6 matchs et inscrit 3 buts en Ligue des champions.
Il dispute 11 matchs en deuxième division espagnole avec le club de Xerez, inscrivant deux buts dans ce championnat.

### En équipe nationale
International soviétique, il reçoit 4 sélections pour un but entre 1985 et 1988
Il joue son premier match en équipe nationale le 25 janvier 1985 contre la Yougoslavie et son dernier le 27 avril 1988 contre la Tchécoslovaquie.
Il fait partie du groupe soviétique finaliste de l'Euro 1988.

## Palmarès
Zénith Léningrad
- Champion d'Union soviétique en 1984.

 CSKA Moscou
- Champion d'Union soviétique en 1991.
- Vainqueur de la Coupe d'Union soviétique en 1991.

 Spartak Moscou
- Champion de Russie en 1997

 Union soviétique
- Finaliste de l'Euro 1988.